# Har Kammon
Har Kammon (hebreiska: הר כמון) är ett berg i Israel.   Det ligger i distriktet Norra distriktet, i den norra delen av landet. Toppen på Har Kammon är 566 meter över havet. Har Kammon ingår i Haré Shagor.
Terrängen runt Har Kammon är lite bergig.Runt Har Kammon är det tätbefolkat, med 982 invånare per kvadratkilometer. Närmaste större samhälle är Karmi'el, 5,2 km väster om Har Kammon. Trakten runt Har Kammon består till största delen av jordbruksmark.